# 中富町
中富町（なかとみちょう）は、山梨県南巨摩郡に存在した町である。2004年（平成16年）9月13日に南巨摩郡身延町・西八代郡下部町と合併し、新・身延町が発足したことによって消滅した。

## 歴史

### 先史古代・中世
古代の律令制下では巨麻郡川合郷に属していたと考えられている。
平安時代後期には甲斐源氏の一族が甲府盆地の各地に土着して勢力を持つが、八日市場には甲斐源氏の始祖である源義光（新羅三郎）を開祖する大聖寺がある。河内地方には南部氏の一族が進出するが、町域に勢力が及んだ甲斐源氏の一族は確認されていない。南北朝時代の建徳2年（1371年）10月15日付渋谷重門譲書（「入来院文書」）に拠れば、西嶋は薩摩国入来院を領し入来院氏と祖となる渋谷重門が領しており、以来15世紀末まで渋谷氏領であった。
戦国時代には南部氏に代わり甲斐守護・武田氏の一族である穴山氏が進出し、穴山氏は甲斐の有力国衆として武田氏と敵対していたが、やがて武田氏に服従した。天正10年（1582年）3月に武田氏が滅亡すると甲斐・信濃の武田遺領を巡り天正壬午の乱が起こる。穴山氏や武田遺臣は徳川家康の麾下に属し、相模国の後北条氏と争った。徳川家臣の岡部正綱は駿河から甲斐へ入ると、町域の寺沢に菅沼城を築城させたという。甲斐一国が家康の支配下に治まると菅沼城は下山館に代わり河内地方の支配拠点となるが、家康の関東移封により城は破却された。

### 近世・近現代
江戸時代の近世期には20か村が成立した。18か村が巨摩郡西河内領に属し、下田原村と宮木村は八代郡東河内領に属した。はじめ全村が幕府直轄領で、宝永元年（1704年）には下田原と宮木を除く18か村が甲府藩領となる。享保9年（1724年）には甲斐一国の幕領化に伴い全村が再び幕領となり、上飯田代官支配となる。上飯田代官所の廃止後は甲府代官の預支配を経て、寛政6年（1794年）には市川代官支配となる。
町域は山間部で耕地面積がわずかであるため、林業や焼畑、狩猟、製紙原料となる三椏の栽培など山の資源を利用した生業が成立する。西嶋は紙漉職人が多く、西嶋和紙と呼ばれる和紙を生産している。また、富士川沿いには青柳河岸（富士川町青柳）に属した切石河岸・八日市場河岸や、黒沢河岸（富士川町黒沢）に属した下田原河岸などの富士川舟運に関わる河岸があり、渡船に携わるものもいた。富士川沿いには甲斐・駿河を結ぶ駿州往還（河内路）が通り、沿道は宿場や町場として発展した。

### 沿革
- 1954年（昭和29年）8月17日 - 西島村・大須成村・静川村・曙村が合併して中富町が発足。
- 1955年（昭和30年）8月1日 - 原村を編入する。
- 1958年（昭和33年）4月1日 - 西八代郡下部町の一部（大字宮木・下田原）を編入。
- 2004年（平成16年）9月13日 - 身延町・西八代郡下部町と合併し、改めて身延町が発足。同日中富町廃止。

## 経済

### 特産品
- 西嶋和紙
- 南天ワイン

## 名所・旧跡・観光スポット・祭事・催事
- なかとみ和紙の里
- 句碑の里

## 出身有名人
- 望月幸明　山梨県知事